# Ménonval
Ménonval és un municipi francès situat al departament del Sena Marítim i a la regió de Normandia. L'any 2007 tenia 192 habitants.

## Demografia

### Població
El 2007 la població de fet de Ménonval era de 192 persones. Hi havia 75 famílies de les quals 13 eren unipersonals (13 dones vivint soles i 13 dones vivint soles), 31 parelles sense fills i 31 parelles amb fills.
La població ha evolucionat segons el següent gràfic:
Habitants censats

### Habitatges
El 2007 hi havia 85 habitatges, 71 eren l'habitatge principal de la família, 10 eren segones residències i 4 estaven desocupats. 84 eren cases i 1 era un apartament. Dels 71 habitatges principals, 57 estaven ocupats pels seus propietaris, 12 estaven llogats i ocupats pels llogaters i 2 estaven cedits a títol gratuït; 1 tenia dues cambres, 12 en tenien tres, 13 en tenien quatre i 45 en tenien cinc o més. 37 habitatges disposaven pel capbaix d'una plaça de pàrquing. A 28 habitatges hi havia un automòbil i a 36 n'hi havia dos o més.

### Piràmide de població
La piràmide de població per edats i sexe el 2009 era:
| Homes | Edats   | Dones |
| ----- | ------- | ----- |
| 0     | 95 o +  | 0     |
| 0     | 90 a 94 | 0     |
| 0     | 85 a 89 | 4     |
| 0     | 80 a 84 | 4     |
| 4     | 75 a 79 | 0     |
| 0     | 70 a 74 | 4     |
| 4     | 65 a 69 | 8     |
| 12    | 60 a 64 | 4     |
| 4     | 55 a 59 | 8     |
| 8     | 50 a 54 | 4     |
| 4     | 45 a 49 | 4     |
| 4     | 40 a 44 | 0     |
| 4     | 35 a 39 | 4     |
| 4     | 30 a 34 | 12    |
| 4     | 25 a 29 | 4     |
| 4     | 20 a 24 | 4     |
| 8     | 15 a 19 | 0     |
| 8     | 10 a 14 | 8     |
| 4     | 5 a 9   | 4     |
| 4     | 0 a 4   | 12    |

## Economia
El 2007 la població en edat de treballar era de 124 persones, 92 eren actives i 32 eren inactives. De les 92 persones actives 86 estaven ocupades (49 homes i 37 dones) i 5 estaven aturades (1 home i 4 dones). De les 32 persones inactives 10 estaven jubilades, 10 estaven estudiant i 12 estaven classificades com a «altres inactius».

### Ingressos
El 2009 a Ménonval hi havia 72 unitats fiscals que integraven 192 persones, la mediana anual d'ingressos fiscals per persona era de 16.151 €.

### Activitats econòmiques
Dels 2 establiments que hi havia el 2007, 1 era d'una empresa de comerç i reparació d'automòbils i 1 d'una empresa d'hostatgeria i restauració.
L'únic establiment comercial que hi havia el 2009 era una carnisseria.
L'any 2000 a Ménonval hi havia 10 explotacions agrícoles que ocupaven un total de 360 hectàrees.

## Equipaments sanitaris i escolars
El 2009 hi havia una escola elemental integrada dins d'un grup escolar amb les comunes properes formant una escola dispersa.

## Poblacions més properes
El següent diagrama mostra les poblacions més properes.